# Hain-teny
Hain-teny ou hainteny é um gênero literário em uso em Madagascar, especialmente entre os Merina. Geralmente têm a forma de um poema curto, onde parte de generalidades triviais e, de repente, chega ao assunto de acordo com um mecanismo sutil de associação apreciado pelos conhecedores. O assunto em questão está quase sempre relacionado à busca pelo amor. Os hain-teny foram comparados com o pantun malaio, o que nos permite deduzir que é um antigo processo literário malaio-polinésio introduzido em Madagascar pelos primeiros emigrantes da Indonésia.